# Krzysztof Der
Krzysztof Der (ur. 13 listopada 1975) – polski koszykarz grający jako skrzydłowy. W swojej karierze rozegrał ponad 90 meczów w najwyższej klasie rozgrywkowej. Medalista mistrzostw Polski w kategorii juniorów i kadetów.

## Życiorys
Der jest wychowankiem Zastalu Zielona Góra, a jego pierwszym trenerem był Bogusław Onufrowicz. Z drużynami młodzieżowymi tego klubu zdobył wicemistrzostwo Polski kadetów, a następnie (w 1993 roku) mistrzostwo Polski juniorów.
W rozgrywkach seniorskich na centralnym poziomie rozgrywkowym zadebiutował w sezonie 1994/1995, gdy jako zawodnik Sokoła Międzychód wystąpił w 16 spotkaniach I ligi, zdobywając przeciętnie po 5,2 punktu na mecz. Następnie powrócił do Zastalu, debiutując w pierwszym zespole tego klubu w sezonie 1995/1996. W drużynie tej występował do 2001 roku. W sumie w barwach Zastalu rozegrał 3 sezony w najwyższej klasie rozgrywkowej (1995/1996 – 13 meczów, średnio po 2,1 punktu; 1998/1999 – 20 spotkań, przeciętnie po 3,8 punktu i 3,1 zbiórki oraz 1999/2000 – 37 meczów, średnio po 7,4 punktu i 4,3 zbiórki), a także 3 w I lidze (1996/1997 – 18 spotkań, przeciętnie po 1,9 punktu; 1997/1998 – 19 meczów, średnio po 3 punkty oraz 2000/2001 – 20 spotkań, przeciętnie po 6,3 punktu).
Pod koniec stycznia 2001 roku Der został zawodnikiem AZS-u Toruń, który występował wówczas w najwyższej klasie rozgrywkowej. Do końca sezonu 2000/2001 w barwach AZS-u wystąpił w 23 meczach ligowych, notując średnio po 7,7 punktu i 5,7 zbiórki. W sezonie 2001/2002 grał w pierwszoligowym wówczas KKS-ie Poznań, zdobywając przeciętnie po 10,3 punktu w 22 spotkaniach ligowych, w których wystąpił. Był to jednocześnie jego ostatni sezon na centralnym szczeblu rozgrywkowym w roli zawodnika.
W marcu 2003 roku wznowił treningi z Zastalem Zielona Góra, jednak ostatecznie nie powrócił już do profesjonalnej gry w koszykówkę. W późniejszym czasie występował za to w rozgrywkach amatorskich.

## Życie prywatne
Absolwent Politechniki Zielonogórskiej. Bratankiem Krzysztofa Dera jest Jakub Der, który także uprawia koszykówkę.